# Новобілоуська сільська рада
Новобілоу́ська сільська́ ра́да — орган місцевого самоврядування у Чернігівському районі Чернігівської області. Адміністративний центр — село Новий Білоус.

## Загальні відомості
Новобілоуська сільська рада утворена в 1964 році.
- Територія ради: 57,497 км²
- Населення ради: 1974 особи (станом на 2001 рік)

## Населені пункти
Сільській раді підпорядковані населені пункти:
- с. Новий Білоус
- с. Деснянка
- с. Кошівка

## Склад ради
Рада складається з 16 депутатів та голови.
- Голова ради: Кондренко Михайло Олександрович
- Секретар ради: Почепня Валентина Миколаївна

### Керівний склад попередніх скликань
| ПІБ                             | Основні відомості                                                               | Дата обрання | Дата звільнення |
| ------------------------------- | ------------------------------------------------------------------------------- | ------------ | --------------- |
| Кондренко Михайло Олександрович | Сільський голова, 1956 року народження, освіта середня спеціальна, безпартійний | 26.03.2006   | 31.10.2010      |
| Кондренко Михайло Олександрович | Сільський голова, 1956 року народження, освіта середня спеціальна, безпартійний | 31.10.2010   |                 |

Примітка: таблиця складена за даними джерела

### Депутати
За результатами місцевих виборів 2010 року депутатами ради стали:

#### За суб'єктами висування
| Суб'єкт висування | Кількість обраних депутатів | %    |
| ----------------- | --------------------------- | ---- |
| Партія регіонів   | 9                           | 56,3 |
| Самовисування     | 7                           | 43,8 |

#### За округами
| № округу        | Прізвище, ім'я, по батькові      | Дата визнання обраним | Освіта             | Партійна приналежність                        | Відомості про обраного депутата                                                         |
| --------------- | -------------------------------- | --------------------- | ------------------ | --------------------------------------------- | --------------------------------------------------------------------------------------- |
| Партія регіонів |                                  |                       |                    |                                               |                                                                                         |
| 1               | Сидоренкова Людмила Іванівна     | 02.11.2010            | середня            | член Партії регіонів                          | Новобілоуська загальноосвітня школа І-ІІІ ст., технічний працівник                      |
| 2               | Баданова Олена Григорівна        | 02.11.2010            | середня спеціальна | член Партії регіонів                          | тимчасово не працює                                                                     |
| 3               | Почепня Валентина Іванівна       | 02.11.2010            | вища               | член Партії регіонів                          | Новобілоуськасільська рада, секретар                                                    |
| 6               | Плєшкова Людмила Борисівна       | 02.11.2010            | вища               | член Партії регіонів                          | СПД                                                                                     |
| 7               | Пінчук Руслан Федорович          | 02.11.2010            | середня            | член Партії регіонів                          | тимчасово не працює                                                                     |
| 11              | Вовк Олена Анатоліївна           | 02.11.2010            | середня спеціальна | член Партії регіонів                          | ТОВ «Брус-Майстер», верстатник                                                          |
| 13              | Пономаренко Олександр Васильович | 02.11.2010            | середня            | член Партії регіонів                          | ЗАТ «Млибор», токар                                                                     |
| 14              | Сокирко Наталія Василівна        | 02.11.2010            | вища               | член Партії регіонів                          | Чернігівська облдержадміністрація, головний спеціаліст юридичного відділу               |
| 16              | Бойко Людмила Михайлівна         | 02.11.2010            | середня спеціальна | член Партії регіонів                          | Чернігівське споживче товариство, продавець                                             |
| Самовисування   |                                  |                       |                    |                                               |                                                                                         |
| 4               | Курач Інна Миколаївна            | 02.11.2010            | середня спеціальна | член Всеукраїнського об'єднання «Батьківщина» | Чернігівський обласний протитуберкульозний диспансер, медсестра                         |
| 5               | Ворона Василь Миколайович        | 09.01.2011            | середня            | позапартійний                                 | тимчасово не працює                                                                     |
| 8               | Вербицька Оксана Василівна       | 02.11.2010            | вища               | позапартійна                                  | Новобілоуськевідділення поштового зв"язку Чернігів-ської дирекції «Укрпошта», начальник |
| 9               | Стопичева Світлана Петрівна      | 02.11.2010            | вища               | член Народної партії                          | Новобілоуськасільська рада, інспектор ВОС                                               |
| 10              | Яцухно Раїса Петрівна            | 02.11.2010            | середня спеціальна | позапартійна                                  | пенсіонер                                                                               |
| 12              | Єрмоленко Василь Іванович        | 02.11.2010            | середня спеціальна | член Всеукраїнського об'єднання «Батьківщина» | СТО «Автосервіс», охоронець                                                             |
| 15              | Барма Віктор Іванович            | 02.11.2010            | середня            | позапартійний                                 | Чернігівська обласна психоневрологічна лікарня, столяр                                  |